# 塔維拉·科爾-巴勞
塔維拉·科爾-巴勞（英語：Tawera Kerr-Barlow；1990年8月15日—）是一位新西蘭橄欖球運動員。他是新西蘭國家橄欖球隊的一員，代表新西蘭參加了2015年世界盃橄欖球賽。